# Бояро-Лежачі (пункт контролю)
51°16′8″ пн. ш. 34°12′24″ сх. д. / 51.26889° пн. ш. 34.20667° сх. д.
Боя́ро-Лежачі́ — пункт пропуску через державний кордон України на кордоні з Росією.
Розташований у Сумській області, Путивльський район, поблизу однойменного села на автошляху місцевого значення. З російського боку знаходиться пункт пропуску «Тьоткіно», Глушківський район, Курська область на автошляху місцевого значення у напрямку Глушково.
Вид пункту пропуску — автомобільний, пішохідний (тільки піший рух). Статус пункту пропуску — місцевий (з 9.00 до 18.00).
Характер перевезень — пасажирський.
Пункт пропуску «Бояро-Лежачі» може здійснювати тільки радіологічний, митний та прикордонний контроль.